# Patrimonio di marca
Il patrimonio di marca o valore del marchio (conosciuto anche con il termine inglese brand equity), è una risorsa immateriale d'impresa che si fonda sulla conoscenza di una marca da parte di un determinato mercato.
Esso può essere definito come lo stato, in un dato momento, della relazione instaurata tra una determinata offerta e una domanda. Esprime il valore della marca in condizioni di funzionamento sintetizzando la forza di una marca sul mercato di riferimento. 
Le determinanti della brand equity sono molteplici ma possono essere riassunte in 
- valori di marca
- tratti distintivi
- riconoscibilità
- personalità di marca
- coerenza delle manifestazioni
- fedeltà alla marca
- conoscenza di marca
- qualità percepita
- associazioni di marca
- altre tipicità.

## Il concetto di brand equity
Si è affermato che la brand equity sia «l’apposizione del marchio di un prodotto su un pubblico affetto da deficit di attenzione». Sebbene studiata soprattutto nei mercati dei consumatori, è rilevante anche nei mercati business-to-business, dove la concorrenza si basa spesso su prestazioni di prodotto. Tuttavia, le imprese possono applicare sovrapprezzi non spiegabili solo da vantaggi tecnologici o prestazionali, ma anche dalla notorietà del marchio. Tra i principali fattori che alimentano la brand equity figurano notorietà, percezione e legame affettivo.
La brand equity è strategicamente cruciale ma difficile da misurare. Strumenti di analisi esistono, ma manca un metodo condiviso. La valutazione quantitativa considera indicatori come margini di profitto e quote di mercato, mentre quella qualitativa include prestigio e associazioni simboliche. Per questo, molti operatori preferiscono un approccio qualitativo: in un sondaggio su circa 200 dirigenti senior di marketing, solo il 26% ha ritenuto la metrica della «brand equity» molto utile.
Alcuni studiosi la considerano una delle risorse più preziose di un’azienda, poiché può aumentare il valore finanziario del marchio, insieme ad altri fattori. La valutazione può includere quota di mercato, margini di profitto, riconoscimento visivo, associazioni linguistiche, percezioni di qualità e altri elementi pertinenti.
La conoscenza di un marchio da parte dei consumatori influenza le strategie di marketing. La brand equity si costruisce con investimenti in comunicazione e formazione del mercato, e cresce con margini più alti, maggiore quota di mercato, prestigio e associazioni positive. Può però svilupparsi anche senza strategia: uno studio dell’Università di Stoccolma (2011) sul marchio della città di Gerusalemme mostra come, nel corso dei secoli, la sua notorietà sia aumentata organicamente, con il turismo come principale indicatore di ritorno economico.

## Scopo
Le metriche di brand equity hanno lo scopo di misurare il valore di un marchio. Un marchio comprende il nome, il logo, l’immagine e le percezioni che identificano un prodotto, un servizio o un fornitore nella mente dei clienti. Si forma attraverso la Pubblicità, il confezionamento e altre comunicazioni di marketing, diventando il fulcro della relazione con i consumatori. Col tempo, un marchio arriva a incarnare una promessa sui beni che identifica — riguardante qualità, prestazioni o altre dimensioni di valore — che può influenzare le scelte dei consumatori tra prodotti concorrenti. Quando i consumatori si fidano di un marchio e lo considerano pertinente, possono scegliere le sue offerte rispetto a quelle dei concorrenti, anche a un prezzo più alto. Se la promessa di un marchio si estende oltre un determinato prodotto, il suo proprietario può sfruttarla per entrare in nuovi mercati. Per tutte queste ragioni, un marchio può detenere un notevole valore, definito brand equity.
I social media hanno modificato la comunicazione tradizionale tra marchi e consumatori, consentendo a questi ultimi di influenzare positivamente o negativamente la brand equity.
La brand equity è gestita al meglio definendo obiettivi specifici, utilizzati poi per monitorare i progressi e le prestazioni.

## Valutazione del patrimonio di marca
Per quanto concerne la valutazione della brand equity si devono valutare gli aspetti quali-quantitativi della conoscenza di marca, cioè la notorietà (brand awareness), l'immagine (brand image) e la "brand association" (alla base della costruzione della lealtà al brand).